# Ingeborg Reichelt
Ingeborg Rose Lore Reichelt, verh. Herrmann, (* 11. Mai 1928 in Frankfurt (Oder); † 27. Juni 2022 in Grevenbroich) war eine deutsche Sängerin (Sopran) und Professorin an der Robert Schumann Hochschule Düsseldorf.

## Leben
Im Alter von 16 Jahren gewann die Sopranistin Ingeborg Reichelt 1944 ihren ersten Musikwettbewerb. 1945 nahm sie ihr Musikstudium an der Universität Dresden auf. 1947 graduierte sie in Gesang, Tanz und Schauspiel an der Musikakademie Hamburg. 1950 graduierte sie als Gesangslehrerin. 1953 folgten das Konzertexamen und das Examen der Künstlerischen Reife als Schülerin Henny Wolffs.
Seit 1955 arbeitete Ingeborg Reichelt mit der Konzertdirektion Fritz Dietrich (Frankfurt/Main). Sie machte eine internationale Karriere als Oratorien- und Konzertsängerin mit einem weiten Repertoire von Bach und Händel, über Haydn und Mozart, Brahms und Pfitzner, bis hin zu Schönberg und Henze.
Ingeborg Reichelt machte Aufnahmen für Columbia, Erato, Edition de L’Oiseau L’Oiseau-Lyre, Cantate und andere.
1975 wurde Ingeborg Reichelt Professorin für Gesang, gab Meisterklassen an der Robert Schumann Hochschule in Düsseldorf. Seit 1970 war sie Jurymitglied in Gesangswettbewerben, einschließlich des VDMK, des DAAD der Internationalen Hugo Wolf Stiftung und anderer.
Seit 1959 bis zu seinem Tod war Ingeborg Herrmann-Reichelt mit dem früheren Wehrmachtsoffizier und rechtsextremen Rechtsanwalt Hajo Herrmann (1913–2010) verheiratet. Aus der Ehe gingen zwei Kinder hervor.
Ingeborg Reichelt verstarb im Alter von 94 Jahren am 27. Juni 2022. Sie wurde halbanonym im Ruhewald bei Kapelle 11 auf dem Hamburger Friedhof Ohlsdorf beigesetzt.

## Aufnahmen von Bach-Kantaten
Sie nahm Bach-Kantaten mit mehreren Dirigenten auf:
- Ludwig Doormann BWV 93, BWV 187
- Helmut Kahlhöfer BWV 61, BWV 132, BWV 207a, BWV 214
- Helmuth Rilling BWV 58, BWV 75, BWV 88, BWV 155
- Karl Ristenpart (Aufnahmeleitung) BWV 79, BWV 159
- Kurt Thomas BWV 68, BWV 70, BWV 147
- Fritz Werner BWV 6, BWV 23, BWV 39, BWV 51, BWV 72, BWV 76, BWV 80, BWV 85, BWV 137

## Schüler
- Beata Marti
- Andreas Schmidt
- Vera Schoenenberg
- Klaus-Peter Pfeifer

## Schriften
- Ingeborg Reichelt: Die Balance im Gesang. Ricordi, München 2004, ISBN 3-931788-94-6.